# Лопарська (селище)
Лопарська (рос. Лопарская) — станція у Кольському районі Мурманської області Російської Федерації.
Населення становить 173 особи. Належить до муніципального утворення Пушненське сільське поселення .

## Населення
| 2002 | 2010 |
| ---- | ---- |
| 269  | ↘173 |